# RŽD-Baureihe 2ЭС5
Die RŽD-Baureihe 2ЭС5 (deutsche Transkription 2ES5) der Russischen Eisenbahnen (RŽD) ist eine achtachsige Doppellokomotive für Güterzüge, die mit 25 kV Wechselstrom betrieben wird. Die von Transmashholding (TMH) in Zusammenarbeit mit der an TMH zu 25 % beteiligten französischen Firma Alstom entwickelte Elektrolokomotive mit dem Beinamen Скиф, deutsch Skif für Skythe, ist mit Einzelachs-Drehstromantrieb ausgerüstet und hat eine Leistung von 8,4 MW.

## Geschichte
Am 21. September 2010 wurde an der InnoTrans der Vertrag über die Entwicklung der 2ЭС5 zwischen dem TMH, Alstom und den RŽD unterschrieben. Der Entwurf der Lokomotive stammte aus dem von den beiden Herstellern 2010 gegründeten Ingenieurzentrum Alstom-ТМ-ТРАНС (deutsch ‚Alstom-ТМ-ТРАНС‘), das bereits die Mehrsystemlokomotive ЭП20 für den Reisezugverkehr entworfen hatte. Für die Fertigung wurden Schlüsselkomponenten und die Traktionsausrüstung importiert. Die erste Vorserienlokomotive wurde im April 2011 vorgestellt. Im Juli 2014 erhielt die Baureihe die Zulassung, die noch im selben Jahr in die Betriebserprobung auf der Baikal-Amur-Magistrale gesandt  wurde, bei welcher die achtachsige Lokomotiven den zwölfachsigen ВЛ85 überlegen war.
Bereits im Juni des gleichen Jahres bestellten die RŽD 200 Doppellokomotiven bei TMH. Diese Lokomotiven sollten aber als kostengünstigere Baureihe 2ЭС5С ausgeführt werden, die auf in Russland gefertigten elektrischen Komponenten der 2ЭС5 und der Mechanik der Э5К aufbaut. Die Fertigung der 2ЭС5 wurde deshalb nach fünf Lokomotiven eingestellt. Sie werden alle im Nordkaukasus eingesetzt.

## Technik

### Auslegung
Die Lokomotive wurde als Teil einer neuen Plattform russischer Elektrolokomotiven entwickelt. Durch Vereinheitlichung wurde erreicht, dass ungefähr 75 % der Teile baugleich mit der ЭП20 sind. Die 2ЭС5 ist für eine Einsatzdauer von mindestens 40 Jahren ausgelegt. Das entspricht rechnerisch einer Laufleistung von 225 000 km pro Jahr. Eine Doppellokomotive besitzt eine maximale Anfahrzugkraft von 833 kN, bei 120 km/h beträgt die maximale Zugkraft noch 247 kN, die maximale Bremskraft ist auf 500 kN festgelegt. Die Lokomotive ist mit Gleit- und Schleuderschutz ausgerüstet, wobei der Gleitschutz auch in der Zusammenarbeit mit der elektrischen Bremse ein Blockieren der Räder verhindert. 
Der Bedienung der Lokomotive erfolgt aus klimatisierten Führerständen, in denen das Fahrpersonal bei leichten Kollisionen durch energieabsorbierende Elemente geschützt ist. Die elektrische Ausrüstung ist in den Maschinenräumen entlang eines Mittelgangs angeordnet, der Haupttransformator unter dem Lokomotivkasten zwischen den Drehgestellen angeordnet. Die Traktionsstromrichter sind in IGBT-Technik ausgeführt, die eine in Amplitude und Frequenz regelbaren Dreiphasenwechselstrom erzeugen. In den beiden Drehgestellen sind je zwei Tatzlagerantriebe mit sechspoligen Drehstromfahrmotoren angeordnet, wobei jeder Asynchronmotor von seinem eigenen Wechselrichter den Strom erhält und somit unabhängig von den anderen Fahrmotoren geregelt werden kann. Eine Rekuperationsbremse führt im elektrischen Bremsbetrieb die von den Fahrmotoren erzeugte Energie in die Oberleitung zurück. Redundante Hilfsbetriebeumrichter versorgen die Fahrmotorlüfter mit variabler Frequenz, wobei pro Fahrmotor ein Lüfter angeordnet ist. Auch bei Ausfall eines Hilfsbetriebeumrichters können alle Fahrmotorlüfter weiter in Betrieb bleiben. 

### Fern- und Vielfachsteuerung
Über die Vielfachsteuerung können von einem Führerstand aus zwei Doppellokomotiven 2ЭС5 oder eine aus drei Sektionen bestehende Einheit betrieben werden. Beim Betrieb von drei Sektionen können diese über eine Hochspannungsleitung auf dem Dach miteinander verbunden werden. Die für den Einmannbetrieb vorgesehene Lokomotive kann sowohl an der Zugspitze, in der Mitte oder am Zugschluss eingereiht werden. Sie ist mit einem Bordsystem ausgerüstet, das mithilfe von GLONASS und GPS das automatische energiesparende Fahren von Güterzügen erlaubt. Ein Bestandteil davon ist ein dem Platooning ähnliches System für das virtuelle Kuppeln von bis zu fünf Güterzügen. Die Funkfernsteuerungssystem erlaubt auch das Nachschieben von Zügen auf steigungsreichen Strecken.  

### Diagnose
Die Lokomotive ist mit einer Mikroprozessor-Leittechnik für die Steuerung, Regelung und Diagnose ausgerüstet. Das Diagnosesystem erkennt unzulässigen Betriebszuständen der elektrischen Ausrüstung, löst die entsprechenden Schutzmaßnahmen in der Steuerung aus und registriert die Vorfälle zusammen mit den relevanten Größen in einem nichtflüchtigen Speicher. Dadurch kann das Werkstattpersonal die Ereignisse nachträglich analysieren und auf deren Entstehung und ihre Ursache zurückschließen. Während der Lebensdauer der Lokomotive zeichnet das Diagnosesystem in einem nicht-flüchtigen Speicher die tatsächliche Laufleistung der Lokomotive und die Betriebsstunden der wichtigsten Geräte auf. 
Ausrüstungen wie Traktions- und Hilfsbetriebeumrichter, Haupttransformator, Stromabnehmer, Hauptschalter, Schützen und Trennschalter, sowie Batterie und Batterieladegerät werden durch Sensoren auf ihren Zustand überwacht oder weisen eigene Diagnosesysteme auf. Die Steuerung überwacht ständig die Leistung der Ausrüstung und verhindert das Auftreten gefährlicher Situationen wie Überhitzung, Fehlschaltungen oder Ansprechen von Sicherheitseinrichtungen. Der Triebfahrzeugführer kann den Zustand der Ausrüstung aus dem Führerstand überwachen. Auf einem Bildschirm werden fehlerhafte oder gefährliche Zustände angezeigt. Dazu werden die Auswirkung auf den Betrieb dargestellt und Handlungsempfehlungen ausgegeben.  

### Neuerungen
Mit der 2ЭС5 wurden die folgenden Neuerungen im Bau russischer Güterzuglokomotiven eingeführt:
- kontaktloser Fahrschalter,[10] bei dem die Stellung des Hebels mittels Fotodioden erkannt wird
- Führerbremsventil im Maschinenraum, das vom Führerbremshebel ferngesteuert wird
- Ventil der direkt wirkenden Bremse im Maschinenraum, das vom Hebel der direkten Bremse im Führerstand ferngesteuert wird
- Ölfreier Kolbenkompressor
- mechanisches System zur Verriegelung der Hochspannungszelle
- Niederspannungsversorgung der Steuerstromkreise
- Zugbeeinflussungssystem БЛОК, mit integrierter Sicherheitsfahrschaltung und Führerstandssignalisierung БЛОК steht für Безопасный локомотивный объединенный комплекс, deutsch ungefähr kombiniertes Zugsicherungssystem für Lokomotiven[11]
- Monobloc-Räder
- Lokomotivkasten mit glatten Seitenwänden
- Verwendung von Halbleiterrelais in der Niederspannungssteuerung
- LED-Signallichter
- Ethernet- und MVB-Bussysteme für die Datenübertragung zwischen den einzelnen Geräten der Steuerung
- Mikroprozessor-Systeme der Steuerung, Regelung und Diagnostik;